# James Edwards (Schauspieler)
James Johnson Edwards (* 6. März 1918 in Muncie, Indiana; † 4. Januar 1970 in San Diego, Kalifornien) war ein US-amerikanischer Schauspieler.

## Leben
Edwards diente im Zweiten Weltkrieg, wo er im Einsatz schwer verwundet wurde. Unter anderem waren seine Stimmbänder beschädigt, worauf ihm von den Ärzten Sprechunterricht als Therapie empfohlen wurde. Im Zuge dieser Maßnahme beschloss er, Schauspieler zu werden.
Zunächst trat er am Theater auf, 1949 erhielt er seine erste Filmrolle in Ring frei für Stoker Thompson. Sein nächster Film sollte sein wichtigster werden. Produzent Stanley Kramer besetzte ihn als Hauptdarsteller im Low-Budget-Film Home of the Brave. Der Film wurde in aller Stille produziert, um Rassenunruhen zu vermeiden, denn es handelte sich um einen der ersten Studiofilme, in dem ein Afroamerikaner die Hauptrolle spielte. Edwards spielte Pvt. Peter Moss, der während eines Einsatzes gegen Japan im Zweiten Weltkrieg aufgrund rassistischer Äußerungen seiner Kameraden einen Nervenzusammenbruch erleidet. Der Film wurde zu einem unerwarteten Erfolg, und Edwards wurde quasi über Nacht zum Star. Dies sollte jedoch seine einzige Hauptrolle bleiben.
Während der McCarthy-Ära weigerte er sich vor dem Komitee für unamerikanische Umtriebe gegen Paul Robeson auszusagen. In den folgenden Jahrzehnten war er nur noch in Nebenrollen und in Gastauftritten in Fernsehserien zu sehen. Erwähnenswerte Rollen spielte er unter anderem in Sam Fullers Kriegsfilm Die Hölle von Korea, in John Frankenheimers Botschafter der Angst und Franklin J. Schaffners Patton – Rebell in Uniform. Noch vor der Uraufführung letzteren Filmes verstarb Edwards an einem Herzinfarkt.
Edwards war verheiratet, aus der Ehe ging ein Kind hervor.

## Filmografie (Auswahl)

### Film
- 1949: Ring frei für Stoker Thompson (The Set-Up)
- 1949: Vom FBI gejagt (Manhandled)
- 1949: Home of the Brave
- 1951: Die Hölle von Korea (The Steel Helmet)
- 1951: Sieg über das Dunkel (Bright Victory)
- 1952: Das Mädchen Frankie (The Member of the Wedding)
- 1953: Der braune Bomber (The Joe Louis Story)
- 1954: Die Caine war ihr Schicksal (The Caine Mutiny)
- 1955: Sieben Reiter der Rache (Seven Angry Men)
- 1955: Eine Stadt geht durch die Hölle (The Phenix City Story)
- 1956: Die Rechnung ging nicht auf (The Killing)
- 1957: Der Engel mit den blutigen Flügeln (Battle Hymn)
- 1958: Tarzans Kampf ums Leben (Tarzan's Fight for Life)
- 1958: Fräulein (Fraulein)
- 1959: Erinnerung einer Nacht (Night of the Quarter Moon)
- 1959: Mit Blut geschrieben (Pork Chop Hill)
- 1962: Botschafter der Angst (The Manchurian Candidate)
- 1965: … die alles begehren (The Sandpiper)
- 1968: Coogans großer Bluff (Coogan's Bluff)
- 1970: Patton – Rebell in Uniform (Patton)
- 1972: Doomsday Voyage (posthum)

### Fernsehen
- 1953: Ramar of the Jungle (3 Folgen)
- 1955–1956: Alfred Hitchcock präsentiert (Alfred Hitchcock Presents, 2 Folgen)
- 1959: Abenteuer im wilden Westen (Zane Grey Theater, 1 Folge)
- 1960: Walt Disneys bunte Welt (Walt Disney's Wonderful World of Color, 3 Folgen)
- 1960: Peter Gunn (1 Folge)
- 1963: Auf der Flucht (The Fugitive, 1 Folge)
- 1963: East Side/West Side (1 Folge)
- 1964: Im Wilden Westen (Death Valley Days, 1 Folge)
- 1965: Dr. Kildare (3 Folgen)
- 1966: Amos Burke (Burke’s Law, 2 Folgen)
- 1968: Die Leute von der Shiloh Ranch (The Virginian, 1 Folge)
- 1968: Der Außenseiter (The Outsider, 2 Folgen)
- 1969: Mannix (1 Folge)